# Память Бабьего Яра
Па́мять Ба́бьего Я́ра — фонд, одна из двух первых национальных организаций на Украине, которая была основана 22 октября 1988 года и занимается сбором информации о Бабьем Яре.

## История
Фонд был основан 22 октября 1988, одновременно с созданием Киевского общества еврейской культуры — эти две организации были первыми национальными организациями на Украине. Фонд начинал свою работу в помещении Украинского фонда культуры. Об основании фона было сообщено в СМИ и сразу было получено много сообщений от людей, которые помогали евреям в годы Великой Отечественной войны. Из данного фонда, со временем был основан ещё один фонд «Память жертв фашизма в Украине».

## Сотрудники Фонда
Первыми сотрудниками Фонда (в 1988 году) стали: Илья Левитас (председатель), Клара Винокур (ответственный секретарь), Броня Бородянская и Валерия Радченко (старшие референты), Леонид Бейрак (фотограф).
Позднее сотрудниками Фонда были: референты Любовь Пацула и Алла Крупник. Большую помощь в деятельности фонда оказывали и оказывают сотрудники Еврейского совета Украины Татьяна Клинишева, Татьяна Горобей, Елена Мороз, Светлана Василенко, Наталья Ольшанская, Елена Шаинский, Галина Гурова, Татьяна Салтанова, Светлана Герус.
В начале первых двух лет фонд «Память Бабьего Яра» исследовал вопросы, связанные не только с киевской трагедии, но и с жертвами Холокоста и спасителями евреев на территории всей Украины. В связи с большим объёмом работы в 1990 году был создан фонд «Память жертв фашизма в Украине». В том же 1989 году был создан фонд «Героизм и Холокост», который занимается розыском праведников мира по всей Украине. После рассмотрения всех документов им присваивается звание «Праведник Украины» — не только живым, но и посмертно. Всем выдаются соответствующие дипломы, а благотворительные еврейские центры на местах оказывают им соответствующую помощь. Согласно документам, которые Фонд направляет в Институт «Яд ва-Шем» в Иерусалиме, им присваивается звание «Праведник народов мира». По представлению Еврейского совета Украины 424 праведника отмечены орденами III ст. «За заслуги» и «За мужество».
Во времена Советского Союза Украина никогда не занималась своими героями-праведниками, на начало 1991 году весь Советский Союз по количеству Праведников был на 17 месте в Европе. Благодаря поисковой работе Еврейского совета Украины и её отделением в городах Украины и за рубежом (Израиль, США, Германия) в 2008 году Украина, как отдельное государство, вышла на 3 место, имея на учёте более 4500 праведников мира.

## Отделы фонда

### Жертвы трагедии
Отдел по сбору сведений о погибших. Изначально, отдел включал сведения, которые собирал на протяжении 40 лет И. М. Левитас (которые включали более 8000 фамилий). Отдел основал картотеку и установил связь с Институтом Яд Вашем в Иерусалиме, а также с местными еврейскими организациями. Отдел, к 50-й годовщины трагедии (в 1991 году) издал «Книгу памяти» с 9500 фамилиями. А уже через 10 лет (к 60-й годовщине трагедии), вышел дополненный вариант «Книги памяти» со сведениями о 13 000 погибших. Спустя некоторое время, в 2005 году в двухтомнике «Бабий Яр» смогли поместить уже почти 19 тысяч фамилий жертв трагедии.

### Праведники Бабьего Яра
Данное почётное звание стало присваиваться с 1989 года, после того когда появились первые сведения о спасителях людей, обречённых на смерть. В апреле 1989 года было утверждено звание «Праведник Бабьего Яра». Первыми праведниками стали члены семьи священника О. Глаголева. Первые свидетельства были от людей которые уцелели во время расстрела: Геня Баташова, Мария Пальто, Раиса Дашкевич, Иосиф Гусарев, Василий Михайловский, Людмила Бородянский, Шеля Полищук, Роман Штейн. Первая встреча киевлян со спасёнными от расстрела и их спасителями прошла в Киевском «Доме учителя» в ноябре 1989 года, в ней приняли участие более 600 человек. По инициативе фонда городскими головами Киева ежегодно проходят торжественные приёмы праведников, а также были установлены ежеквартальные стипендии.
Данным отделом был создан Государственный историко-мемориальный заповедник «Бабий Яр» (в феврале 2010 года ему был предоставлен статус национального).

### Ассоциация Праведников Бабьего Яра
Данная ассоциация была создана в 1989 году. В её состав входят все те, кому было присвоено звание «Праведник Бабьего Яра», или «Дети Праведников». Ассоциация занимается решением ряда проблем, оказанием гуманитарной помощи, организацией сборов, совещаний, проводимой праздников и дней рождения. По инициативе Еврейского совета Украины всех Праведников Бабьего Яра Президент Украины В. А. Ющенко наградил орденами «За заслуги» III степени. Руководителями Ассоциации были Юрий Мясковский и Ольга Рожченко, а ныне её возглавляет София Яровая.

### Музей
Экспозиция музея включает небольшое количество экспонатов, но данные экспонаты уникальны. Они включают личные вещи расстрелянных, собранные И. М. Левитасом (в то время учеником 7-го класса школы № 10), непосредственно в Бабьем Яру весной 1946 года: очки, пенал, карандаши, ручки, расчёски, бритвенные принадлежности, ножницы, пуговицы, кухонные принадлежности, трубки и мундштуки, монеты и много других бытовых вещей. Часть коллекции была позже передана в музей Великой Отечественной войны. Экспозиция Фонда также включает вещи, оставленные погибшими своим друзьям или соседям, которые передали их в дар музею. Среди них, — книга стихов С.Маршака и письма детей своей маме, которая в то время была на фронте, пианино 1904 года, швейная машина «Зингер», футляр с пластинками 1914 года, сборник стихов 1916 года и т. п. Дополняют экспозицию многочисленные фотографии погибших, спасённых и их спасителей, а также значки и книги, посвящённые Бабьем Яру. Музей расположен в двух комнатах Еврейского совета Украины.

### Отдел выставок
- Первая в Советском Союзе официальная выставка посвящённая еврейской тематике и Холокоста была выставка посвящённая трагедии Бабьего Яра, организована в 1990 году в Государственном историческом музее Украины.
- В сентябре 1991 года фотовыставка была организована на центральной улице Киева — Крещатике: на его левой стороне — от консерватории до ЦУМа. Одновременно с данной выставкой на Крещатике презентовалась экспозиция «Еврейский народ в Великой Отечественной войне», главную часть которой составляли портреты 160 Героев Советского Союза. В дальнейшем эта выставка стала постоянным спутником выставки «Бабий Яр».

За прошедшие годы выставки неоднократно экспонировались в Национальном музее Великой Отечественной войны, Национальном музее литературы Украины, Национальном музее Тараса Шевченко, Музее истории города Киева, Украинском Доме, Октябрьском дворце, Доме офицеров, Доме художника, Доме учителя, Музее книги и книгопечатания.

### Архив
Архив составляет картотеку, списки расстрелянных, списки Праведников, фотографии, аудио-и видеозаписи рассказов и воспоминаний, анкеты для присвоения звания Праведников Бабьего Яра.

### Библиотека
Библиотека была основана в 1988 году и в ней насчитывается более тысячи изданий по теме Холокоста. Особое и значительное место уделено книгам о трагедии Бабьего Яра. Книги изданы на украинском и русском языках, иврите, немецком, английском и польском языках. Библиотека включает дар посольства Федеративной Республики Германии — 60 книг по истории Холокоста на немецком языке. Значительную часть библиотечной коллекции составляют книги, изданные еврейскими организациями Украины и журналы Польши, Германии, США.

### Издательский отдел
Отдел готовит к изданию и издаёт книги, посвящённые теме трагедии Бабьего Яра. За время деятельности отдела вышло:
- В 1990 году впервые в СССР (в Запорожье) была издана без цензуры книга Анатолия Кузнецова «Бабий Яр».
- Три издания «Книги памяти» (1991, 2001 и 2005 гг.)
- Книга воспоминаний «Память Бабьего Яра»
- «Праведники Бабьего Яра»
- Сборник стихов «Бабий Яр — в сердце»
- «Спасённые и спасатели»
- буклет «Бабий Яр» (совместно с Музеем Великой Отечественной войны).
- В 2005 годы были изданы две книги И. М. Левитаса — «Книга памяти» и «Спасённые и спасатели» (Книги изданы при поддержке посольства Германии на Украине).
- В 2007 году издан альбом «Дети Бабьего Яра».
- Согласно Распоряжению Президента Украины в начале 2009 года издан сборник «Праведники Бабьего Яра» (автор И. Левитаса) на украинском и английском языках.

### Газетный отдел
Отдел был создан из коллекции газетных и журнальных вырезок И. М. Левитаса (которую он собирал более 50 лет). За время деятельности Фонда собрание значительно пополнилось и продолжает увеличиваться за счёт многочисленных публикаций в украинских газетах и журналах. Вырезки, в основном, на русском и украинском языках. Ныне в данном отделе более 175 000 статей.

### Международные связи
Филиалы Фонда созданы в странах, где проживают бывшие киевляне и выходцы с Украины — в Израиле, США, Германии, России, Австралии.
Наиболее действенным является фонд «Пережившие Холокост» (Филадельфия), который возглавляет Клара Винокур, бывший ответственный секретарь Фонда. В этом же фонде работал бывший киевлянин Дмитрий Ганапольский, который создал радиопрограмму «Меридиан». Обе организации проводят митинги, посвящённые трагедии Бабьего Яра, собирают сведения о погибших в его пламени. В Филадельфии на еврейском кладбище установлен памятник жертвам Бабьего Яра.
Такую же работу в Нью-Йорке проводит Дмитрий Моргулис, руководитель Ассоциации евреев — выходцев с Украины.
Постоянные контакты Фонд поддерживает с институтом Яд Вашем в Иерусалиме, главным образом с отделом праведников, куда направляет материалы для присвоения звания «Праведник народов мира». Наши внештатные референты работают в Иерусалиме, Тель-Авиве, Хайфе, Натании.
Такие же референты работают в городах Германии. Соглашение о сотрудничестве заключено с Всероссийским фондом «Холокост» (сопредседатель Илья Альтман).
Постоянный обмен информацией ведётся с организациями и музеями мира, которые исследуют историю Холокоста (Израиль, США, Германия, Россия, Япония).
Кроме Филадельфии, отделения Фонда создано в Нью-Йорке и Лас-Вегасе.

### Дни памяти
В начале своей деятельности Фонд разработал ритуал проведения траурных мероприятий, посвящённых памяти жертв трагедии:

#### День памяти жертв Бабьего Яра
Данный день памяти проводится 29 или 30 сентября — в дни начала массовых расстрелов, и посвящается всем погибшим в годы оккупации Киева: людям разных национальностей и конфессий, военнопленным, украинским патриотам, мирным жителям Киева. В этот день в 9 часов утра приспускается государственный флаг на здании Киевского городского Совета. В 10 часов утра венки к монументу на ул. Дорогожицкая возлагают Президент Украины, Председатель Верховной Рады Украины, Премьер-министр Украины, председатель Киевской городской администрации, народные депутаты, представители государственных и общественных организаций, послы иностранных государств, жители Киева и гости. В 13 часов возле Монумента проводится интернациональный митинг, организованный Фондом и Советом национальных обществ Украины, где выступают представители разных национальностей и конфессий.

#### День памяти расстрелянных евреев
Данный день памяти проводится по еврейскому календарю — в Судный день, каким и был день 29 сентября 1941 года, поэтому он не закреплён за постоянной датой. День памяти начинается траурным шествием «Дорогой смерти» — от мотозавода к памятнику «Менора», где проводится митинг, во время которого выступают представители городской власти, послы Израиля и Германии, ветераны войны, Праведники, заключённые гетто, представители организаций «Джойнт» и «Сохнут», поэты, представители молодёжи. Эту акцию Фонд проводит совместно с Израильским культурным центром. При поддержке агентства «Сохнут» проведена реставрация памятника «Менора» и благоустройство прилегающей территории.